# Bloom (The Paper Kites)
Bloom is een nummer van de Australische band The Paper Kites uit 2010, heruitgegeven in 2016. Het is afkomstig van hun EP Woodland, waarop het verscheen als bonustrack.
"Bloom" is een indiefolkballad met een lieflijke tekst. Toen het nummer in 2010 op single werd uitgebracht, deed het nog niet veel. De EP "Woodland", waarop het nummer terug te vinden is, verscheen in Australië al in 2011. Toen de EP in 2016 ook in Europa werd uitgebracht, verscheen "Bloom" daar ook op single. Het nummer werd een kleine radiohit in Nederland, maar wist de Nederlandse Top 40 niet te behalen. Wel bereikte het de eerste positie in de Tipparade.

## Tracklijst
- Muziekdownload

1. "Bloom" - 3:30